# 1151

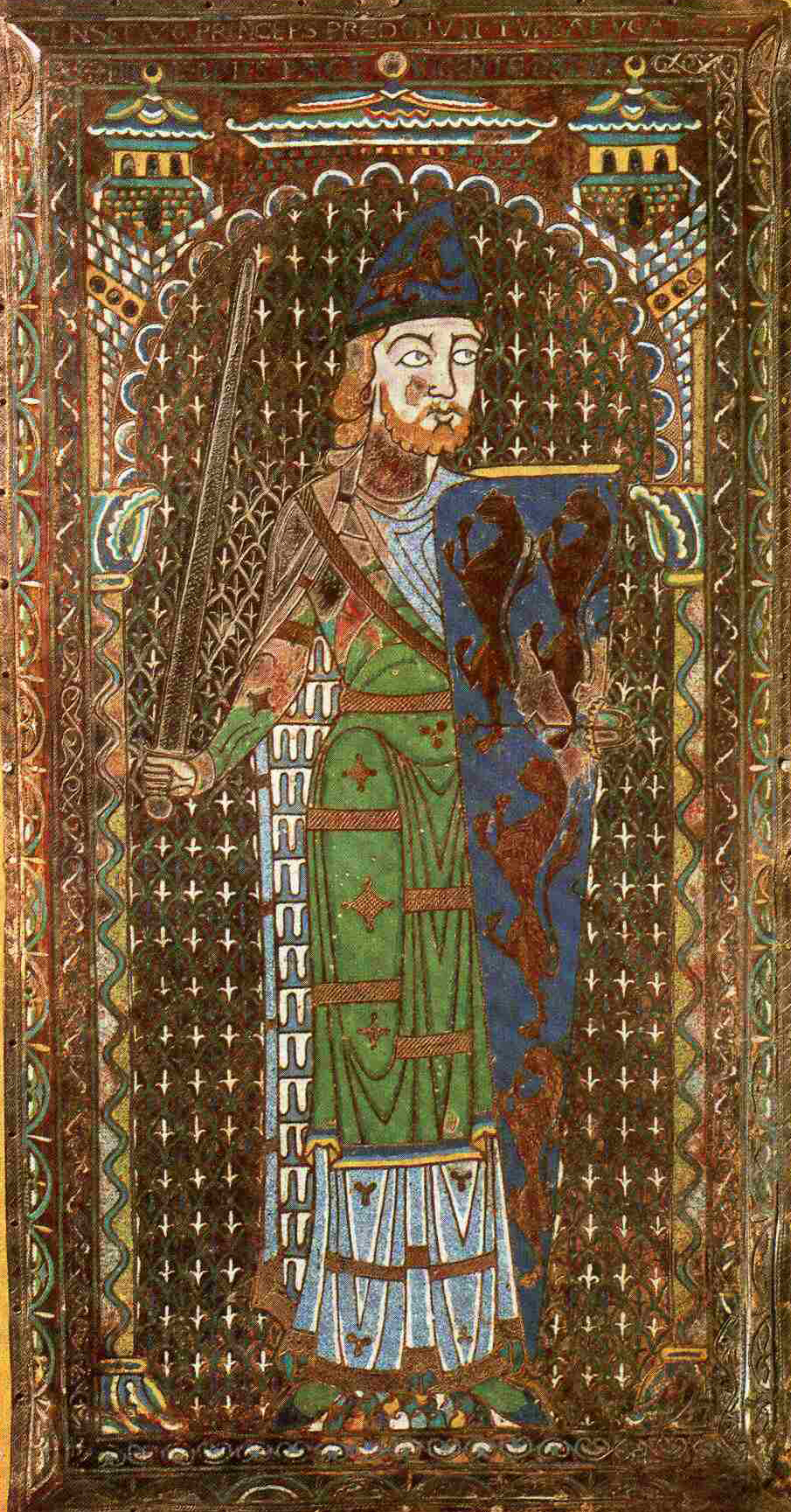
Geoffrey V van Anjou

Het jaar 1151 is het 51e jaar in de 12e eeuw volgens de christelijke jaartelling.

## Gebeurtenissen
- Verdrag van Tudilén: Castilië erkent de verovering door Aragon van gebieden ten zuiden van de Júcar, en het recht van Aragon om Murcia gedeeltelijk of geheel te veroveren.
- Het graafschap Jaffa en Ascalon wordt gesticht, met Amalrik, de broer van koning Boudewijn III, als graaf.
- Het klooster van Poblet wordt gesticht.
- Begin van de bouw van de kathedraal van Zamora.
- De latere koning Sancho III van Castilië trouwt met Blanca van Navarra.
- Voor het eerst vermeld: Alstätte, Meldert, Natters, Proven, Stolpe an der Peene

## Opvolging
- Andechs - Berthold II opgevolgd door zijn zoon Poppo
- Boulogne - Mathilde opgevolgd door haar zoon Eustaas IV
- patriarch van Constantinopel - Nicolaas IV Muzalon opgevolgd door Theodotus II
- Dampierre - Gwijde I opgevolgd door zijn zoon Willem I
- aartsbisdom Keulen - Arnold I van Keulen opgevolgd door Arnold II van Wied
- Kiev - Joeri Dolgoroeki opgevolgd door zijn neef Izjaslav II
- Lusignan - Hugo VII opgevolgd door zijn zoon Hugo VIII
- Maine - Godfried V van Anjou opgevolgd door zijn zoon Eli II
- maronitisch patriarch - Jakob I van Ramate opgevolgd door Johannes III
- Normandië, Anjou en Tours: Godfried V opgevolgd door zijn zoon Hendrik II
- Rethel - Mathilde opgevolgd door haar zoon Ithier
- Tempeliers (grootmeester) - Evrard des Barres opgevolgd door Bernard de Tremelay
- Thouars - Willem I opgevolgd door zijn broer Godfried IV

## Geboren
- Sverre, koning van Noorwegen (1177/1184-1202)
- Adelheid van Frankrijk, echtgenote van Theobald V van Blois (jaartal bij benadering)
- Lodewijk III, landgraaf van Thüringen (jaartal bij benadering)

## Overleden
- 13 januari - Abt Suger (~70) - raadgever van de Franse koning
- 23 april - Adelheid van Leuven, echtgenote van Hendrik I van Engeland
- 3 april - Arnold I van Keulen, aartsbisschop van Keulen
- 3 mei - Mathilde van Boulogne (~45), gravin van Boulogne en echtgenote van Stefanus van Engeland
- 27 juni - Berthold II, graaf van Andechs
- 7 september - Godfried V (38), graaf van Anjou, Maine en Tours, hertog van Normandië (1144-1151)
- 1 december - Werner van Steußlingen, bisschop van Münster
- Gwijde I, heer van Dampierre
- Hugo VII (~86), heer van Lusignan
- Mathilde (~60), gravin van Rethel
- Willem I (~31), burggraaf van Thouars